# Sam Houston
Samuel „Sam” Houston (ur. 2 marca 1793 w hrabstwie Rockbridge, zm. 26 lipca 1863 w Huntsville) – amerykański polityk i wojskowy, odegrał istotną rolę w przyłączeniu Republiki Teksasu do Stanów Zjednoczonych, jako jeden ze stanów. Jego zwycięstwo w bitwie pod San Jacinto, jednej z najkrótszych decydujących bitew we współczesnej historii, zapewniło niepodległość Teksasu od Meksyku. Houston był jedynym Amerykaninem, który wybrany został gubernatorem dwóch różnych stanów. Był jedynym gubernatorem z przyszłego stanu Konfederacji, który sprzeciwiał się secesji (która doprowadziła do wybuchu wojny secesyjnej), a także jedynym, który odmówił złożenia przyrzeczenia lojalności Konfederacji, co doprowadziło do jego odsunięcia ze stanowiska przez teksański kongres secesyjny. Houston był kilkukrotnie brany pod uwagę jako potencjalny kandydat na prezydenta Stanów Zjednoczonych.
Houston urodził się na plantacji Timber Ridge w hrabstwie Rockbridge. Był pochodzenia szkocko-irlandzkiego. Po przeprowadzce do Tennessee, spędził czas z Czirokezami, podczas wojny brytyjsko-amerykańskiej odbywał służbę wojskową, a także z powodzeniem uczestniczył w polityce stanu Tennessee. W 1827 roku Houston został wybrany gubernatorem stanu Tennessee reprezentując demokrację Jacksona. W 1829 roku zrezygnował ze stanowiska gubernatora i przeprowadził się do Terytorium Arkansas. W 1832 roku Houston uczestniczył w sprzeczce z amerykańskim kongresmenem, co skończyło się głośną rozprawą.
Niedługo później przeniósł się na zachód do Coahuila y Tejas, potem do Meksyku, stając się wówczas przywódcą rewolucji teksańskiej. Po zakończeniu konfliktu Houston stał się kluczową postacią w polityce teksańskiej i został wybrany na 1. i 3. prezydenta Republiki Teksasu. Wspierał przyłączenie Teksasu do Stanów Zjednoczonych, a po aneksji w 1845 roku, został amerykańskim senatorem, a w 1859 roku został gubernatorem stanu Teksas.
Kiedy Teksas wystąpił z Unii w 1861 roku (wybuch wojny secesyjnej) Houston, będąc gubernatorem, odmówił złożenia przysięgi wierności Konfederacji, co zadecydowało o jego odwołaniu ze stanowiska. By uniknąć rozlewu krwi odmówił propozycji armii Unii by stłumić konfederacki bunt. Przeniósł się wtedy do Huntsville w Teksasie, gdzie zmarł przed zakończeniem wojny.
Houston był wielokrotnie wyróżniany. Od jego nazwiska nazwano teksańskie miasto Houston, najludniejsze miasto w Teksasie oraz 4. w Stanach Zjednoczonych. Na cześć Houstona nazwano pięć amerykańskich okrętów marynarki wojennej: USS Houston (AK-1, CA-30, CL-81, SSBN-609 i SSN-713), amerykańską bazę wojskową, las państwowy, uniwersytet i wzniesiono ponad 20-metrowy pomnik.

## Przodkowie i młodość

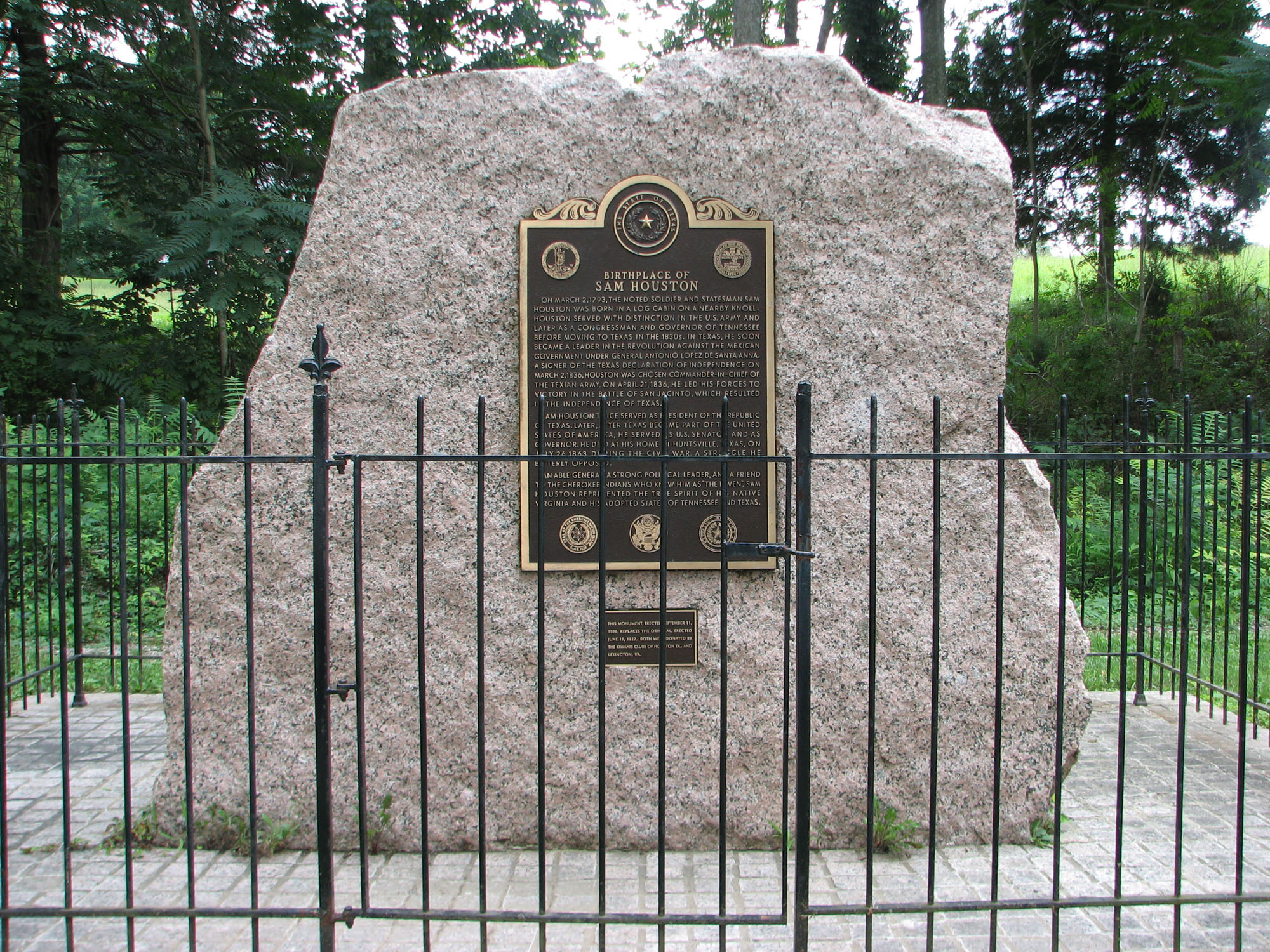
Tablica upamiętniająca miejsce urodzenia Houstona w hrabstwie Rockbridge

Houston był piątym synem z dziewięciorga dzieci majora Samuela Houstona i Elizabeth Paxton. Pradziadek Sama, John Houston, w 1735 roku wyemigrował z Belfastu w Irlandii Północnej do Ameryki Północnej. Początkowo osiedlił się wraz z rodziną w Pensylwanii, by później przenieść się do Wirginii. Mieszkańcy doliny, w której się oni osiedlili była „twierdzą” prezbiterian. John zbudował tam kamienny kościół, z którego często korzystali ich sąsiedzi. Później wziął on udział w wojnie z Francuzami i Indianami. Zmarł on w wieku 65 lat po tym, jak został uderzony przez spadający konar. Po tym wypadku, syn Johna, Robert, odziedziczył plantację Timber Ridge. Robert wysłał syna, Samuela (ojca Sama), do walki w Armii Kontynentalnej. Później wziął on ślub z Elizabeth Paxton, córką Johna Paxtona, jednego z najbogatszych ludzi w okolicy. Młody Sam był uciążliwym dzieckiem dla matki. Nie lubił on szkoły, opuszczał lekcje i stale kłócił się ze starszymi braćmi. Jednak próbował się on podporządkować, by w ten sposób zadowolić ukochaną i oddaną matkę, która rozumiała Sama jak nikt inny. Mimo że nie lubił on szkoły, to chętnie czytał należące do ojca książki geograficzno-historyczne.
Po śmierci ojca w 1807 roku, Sam przeniósł się z matką i rodzeństwem do hrabstwa Blount (Tennessee), które było wówczas częścią Karoliny Północnej. Rodzina nabyła tam działkę nieopodal miasta Maryville. Po przeniesieniu się do Maryville i po otrzymaniu jedynie podstawowej edukacji na pograniczu Wirginii, Sam był w wieku 14 lat. W 1809 roku, mając 16 lat, Sam uciekł z domu, ponieważ był on niezadowolony z pracy jako sprzedawca w sklepie swoich starszych braci.
Houston przeniósł się na południowy zachód, gdzie przez kilka lat mieszkał z, prowadzonym przez Ahuludegiego (znany też jako Oolooteka), plemieniem Czirokezów na Hiwassee Island na rzece Hiwassee, powyżej konfluencji z rzeką Tennessee. Ahuludegi został dziedzicznym wodzem po tym jak jego brat przeniósł się na zachód; tamtejsi Amerykanie pochodzenia angielskiego nazywali go John Jolly. Został on adopcyjnym ojcem Houstona i nadał mu czirokeskie imię Colonneh, co oznacza „kruka”. Mieszkając z tym plemieniem Houston opanował płynnie język czirokeski. Odwiedzał on swoją rodzinę w Maryville co kilka miesięcy. W 1812 roku powrócił on do Maryville i wieku 19 lat zatrudniony został jako nauczyciel w szkole z jedną salą, będącą najstarszą w stanie Tennessee w hrabstwie Blount.

## Wojna brytyjsko-amerykańska
W 1813 roku Houston zgłosił się na szkolenie w Camp Blount niedaleko centrum obecnego miasta Fayetteville i jako szeregowy zaciągnął się do armii by walczyć z Brytyjczykami w wojnie brytyjsko-amerykańskiej. W sierpniu tamtego roku został on przeniesiony do 39. pułku piechoty, a w grudniu awansował do stopnia Third Lieutenant. W marcu 1814 roku, podczas bitwy nad Horseshoe Bend, został on raniony strzałą Krików w udo. Rana została obandażowana i ponownie dołączył on do walki. Kiedy Andrew Jackson wezwał ochotników by wyprzeć z ich przedpiersia grupę Red Sticksów (odłam Krików), Houston pomógł, lecz podczas ataku został raniony kulami w bark i rękę. Jako niepełnosprawny weteran powrócił on do Maryville, ale później przyjął od armii propozycję darmowej operacji, i do zdrowia przychodził w szpitalu w Nowym Orleanie.
Houston zbliżył się do Jacksona, który, pełniąc funkcję mentora, był pod jego wrażeniem. W 1817 roku Jackson mianował go indiańskim agentem (subagent / Indian agent) by kierować przeniesieniem Czirokezów ze wschodniego Tennessee do rezerwatu na terenie obecnego stanu Arkansas. Między Houstonem a ówczesnym sekretarzem wojny Johnem C. Calhounem dochodziło do nieporozumień; podczas spotkania Calhoun zbeształ go za przyjście ubranym jako Czirokez. Co więcej, wszczęto śledztwo z zarzutami związanymi z zarządzaniem przez Houstona przydziałem państwowych pieniędzy dla rdzennych mieszkańców Ameryki. W 1818 roku urażony Houston zwolnił się z armii.

## Polityka w Tennessee
Po odbyciu, w okresie sześciu miesięcy, praktyki u sędziego Jamesa Trimble’a, Houston zdał w Nashville egzamin adwokacki, po czym w Lebanon otworzył kancelarię adwokacką. W 1818 roku Houston mianowany został prokuratorem okręgowym w Nashville; pracował tam przez dwa lata. W 1821 roku Houstonowi powierzono dowództwo w milicji stanowej Tennessee.
W 1822 roku Houston wybrany został do Izby Reprezentantów, będąc przedstawicielem stanu Tennessee. Był on zagorzałym zwolennikiem swojego towarzysza, demokraty Andrew Jacksona, chociaż mieli oni odmienne zdanie na temat traktowania Indian. Był on powszechnie uważany za politycznie protegowanego Jacksona. Houston był reprezentantem w Kongresie w latach 1823–1827. W 1827 roku odmówił on wzięcia udziału w ponownych wyborach do Kongresu.
W 1827 roku Houston wygrał w wyborach na gubernatora stanu Tennessee, pokonując Newtona Cannona oraz Williego Blounta. W 1829 roku planował on wystartować w wyborach o reelekcję, ale wkrótce został osaczony pogłoskami o jego alkoholizmie i niewierności. Houston zrezygnował ze stanowiska po tym jak jego żona, Eliza Allen, niedługo po ich ślubie, zostawiła go, i na forum publicznym swoimi stwierdzeniami wprawiła go w zakłopotanie. Niezależnie od przyczyny skandal spowodował, że musiał on zrezygnować ze stanowiska gubernatora.

## Kontrowersje i proces
W celu ujawnienia oszustw dokonanych przez agentów rządowych przeciwko Czirokezom, w 1830 i 1832 roku Houston udał się do Waszyngtonu. W kwietniu 1832 roku, podczas jego wizyty w Waszyngtonie, przeciwny Jacksonowi kongresmen z Ohio, William Stanbery, w przemówieniu wygłoszonym na forum Kongresu wniósł przeciwko Houstonowi oskarżenia. Atakując Jacksona przez Houstona, protegowanego tego pierwszego, Stanbery oskarżył tego drugiego o bycie w zmowie z Johnem Van Fossenem i kongresmenem Robertem S. Rose’em. Ta trójka otrzymała ofertę zaopatrywania w racje różnych plemion indiańskich, którzy byli przymusowo przesiedlani na zachód od rzeki Missisipi, co było spowodowane ustawą Indian Removal Act z 1830 roku, podpisaną przez Jacksona. Po tym jak Stanbery odmówił udzielenia odpowiedzi na listy Houstona na temat zarzutów, Houston skonfrontował się z nim przy waszyngtońskiej Pennsylvania Avenue i uderzył go hikorową laską, czego efektem były poważne obrażenia ciała. W swojej obronie Stanbery wyciągnął pistolet i nacisnął spust, ale broń nie wypaliła.
17 kwietnia 1832 roku Kongres wydał nakaz aresztowania Houstona. Podczas procesu w budynku District of Columbia City Hall tłumaczył się on samoobroną i wynajął adwokata Francisa Scotta Keya. Houston uznany został za winnego, ale dzięki wysoko postawionym przyjaciołom (m.in. James K. Polk), udzielono mu jedynie łagodnej reprymendy. Stanbery wniósł do sądu cywilnego zarzuty przeciwko Houstonowi. Sędzia William Cranch uznał Houstona za winnego i nałożył na niego karę w wysokości 500 dolarów. Houston opuścił Stany Zjednoczone i nie płacąc grzywny wyjechał do Meksyku.

## Republika Teksasu

### Rewolucja teksańska

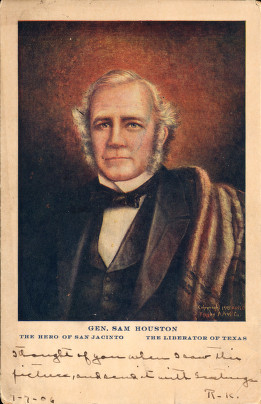
Generał Houston (pocztówka, ok. 1905)

Reputacja polityczna Houstona nadal cierpiała w związku z rozgłosem związanym z procesem dotyczącym jego napaści na Stanbery’ego. Poprosił on swoją drugą żonę, Czirokezkę Tianę Rogers, by udała się wraz z nim do Teksasu meksykańskiego. Zdecydowała się ona pozostać w ich chacie, która mieściła się w obecnym stanie Kansas. W 1836 roku wyszła ona za Samuela D. McGrady’ego, a w 1838 roku zmarła na zapalenie płuc. Houston oficjalnie rozwiódł się z Elizą Allen dopiero w 1837 roku.
W grudniu 1832 roku Houston udał się do Teksasu i zajął się on polityką regionu, który nadal był częścią meksykańskiego stanu Coahuila y Tejas. Kiedy w 1833 roku Houston uczestniczył w konwencji, reprezentując miasto Nacogdoches, stał się zwolennikiem braci Williama H. Whartona oraz Johna A. Whartona, którzy propagowali niepodległość Teksasu od Meksyku. W 1835 roku Houston wziął z kolei udział w 3. teksańskiej naradzie. W listopadzie 1835 roku armia teksańska mianowała go stopniem generała-majora. W 1836 roku, by rozwiać obawy Czirokezów ze wschodniego Teksasu związane z niepodległością, Houston wynegocjował z nimi pokojowe porozumienie. W marcu 1836 roku, podczas konwencji obradującej na temat niepodległości Teksasu, Houston został wybrany na stanowisko naczelnego dowódcy teksańskich sił zbrojnych (commander-in-chief).
2 marca 1836 roku, w dzień 43. urodzin Houstona, podpisał on deklarację niepodległości Teksasu. 6 marca, podczas bitwy na terenie misji Alamo, pod koniec 13-dniowego oblężenia meksykańscy żołnierze zabili wszystkich obrońców Alamo. 11 marca Houston dołączył do nowo powstałej armii w Gonzales, gdzie stacjonowało 374 słabo wyszkolonych i wytrenowanych rekrutów.
13 marca 1836 roku, z uwagi na mały zapas racji, Houston postanowił wycofać się przed pojawieniem się silniejszych oddziałów dowodzonych przez meksykańskiego generała Antonio Lópeza de Santa Anny. Niemal codzienne obfite opady deszczu i przedzieranie się przez błoto powodowały niskie morale wśród żołnierzy. Po czterech dniach marszu, nieopodal obecnego miasta La Grange, Houston wsparty został dodatkowymi oddziałami i po dwóch dniach, już z 600 ludźmi, kontynuował przemieszczanie się na wschód. W miejscowości Goliad, Santa Anna wydał rozkaz egzekucji ponad 400 ochotników teksańskiej milicji dowodzonych przez Jamesa Fannina. Od 19 marca, kiedy Houston przekroczył zalew rzeki Kolorado, wraz z żołnierzami obozował nad rzeczną przeprawą (Beeson’s/Beason’s Ford) aż do 26 marca. Wtedy też jego szeregi zostały powiększone do blisko 700 ludzi.
26 marca, 5. dnia trwania impasu, Houston zaskoczył swoich ludzi wydając rozkaz odwrotu. Niezadowoleni żołnierze maszerowali 30 mi (48,28 km) w deszczu aż do momentu zatrzymania się następnego dnia nad rzeką Brazos, w pobliżu miasteczka San Felipe. Houston powstrzymał bunt tych, którzy odmówili odwrotu, wysyłając jeden oddział liczący 120 ludzi pod dowództwo kapitana Moseleya Bakera, którzy mieli zająć pozycje obronne w San Felipe, oraz około 100 ludzi pod skrzydła kapitana Wileya Martina, którzy mieli przebyć, w dół rzeki Brazos, drogę liczącą 30 mi (48,28 km) i dotrzeć na miejsce przeprawy przy blokhauzie Fort Bend. 31 marca oddziały Houstona dotarły na zachodni brzeg rzeki Brazos, nieopodal cieku Mill Creek. Houston wysłał zwiadowców i rozpoczął poważne zadanie przekształcenia swoich oddziałów. W związku z przybywaniem i dezercją osób liczba jego ludzi wahała się każdego dnia, jednak wynosiła wówczas blisko 800 osób. Z początkiem kwietnia armia Houstona liczyła już około 1000 żołnierzy. 12 kwietnia przekroczył on ze swoimi wojskami rzekę Brazos.
W połowie kwietnia Santa Anna dogonił Houstona. Meksykański generał rozdzielił swoją armię na trzy oddziały, które miały okrążyć Houstona i jego wojska. 21 kwietnia 1836 roku, w trakcie bitwy pod San Jacinto, Houston zaskoczył Santa Annę i jego meksykańskich żołnierzy podczas ich popołudniowej sjesty. Po krótkiej i zażartej bitwie, trwającej poniżej 18 minut, Teksańczycy zdecydowanie pokonali Meksykanów. Podczas bitwy Houston został raniony, zgodnie z większością relacji, w kostkę kulą wystrzeloną z muszkietu. 14 maja 1836 roku Santa Anna pod przymusem podpisał traktat pokojowy w Velasco, który zapewniał Teksasowi niepodległość. Houston wziął udział na krótko w negocjacjach, ale niezwłocznie wrócił do Stanów Zjednoczonych by wyleczyć ranioną kostkę.

### Obieralne urzędy Republiki Teksasu
Houston został dwukrotnie wybrany prezydentem Republiki Teksasu (1836–38, 1841–44). W wyborach z 1836 roku wygrał ze Stephenem F. Austinem i Henrym Smithem, zwyciężając przytłaczającą większością głosów (głosy odpowiednio: 4374–578–743). Pierwsza kadencja prezydentury Houstona rozpoczęła się 22 października 1836, a skończyła 10 grudnia 1838 roku, czyli trwała dwa lata – ograniczenie konstytucyjne jedynie dla pierwszego prezydenta (kadencje sukcesorów trwały trzy lata). Konstytucja Republiki Teksasu określała, że prezydent nie miał prawa do reelekcji bezpośrednio po odbyciu swojej kadencji, ale nie zakazywała ona obsadzania tego stanowiska tym samym politykiem na nienastępujące po sobie kadencje.
Kiedy zakończyła się pierwsza kadencja Houstona, został on wybrany na kongresmena w Izbie Reprezentantów Republiki Teksasu, będąc przedstawicielem hrabstwa San Augustine w latach 1839–1841. Po zakończeniu kadencji, Houston ponownie obrał urząd prezydenta Republiki Teksasu, zasiadając na tym stanowisku od 12 grudnia 1841 do 9 grudnia 1844 roku.
Houston był zwolennikiem aneksji Teksasu przez Stany Zjednoczone, pracując nad tym podczas swojej pierwszej kadencji. W trakcie swojej drugiej kadencji dążył on do zachowania ostrożności nad budżetem, a także starał się osiągnąć pokój z indiańskimi plemionami na terenie republiki. Houston starał się uniknąć wojny z Meksykiem, którego wojska dwukrotnie zaatakowały Republikę w 1842 roku. W 1844 roku, by stłumić trwający konflikt Regulator–Moderator War, wysłał on do hrabstwa Shelby milicję republikańską. Ówczesny spór we wschodnim Teksasie był jednym z najbardziej dokuczliwych problemów podczas drugiej prezydentury Houstona.
Houston nadal uważał, że amerykańska aneksja Teksasu nie była możliwa do osiągnięcia, a Senat Stanów Zjednoczonych, z uwagi na delikatną sytuację pomiędzy niepodległym Teksasem a Meksykiem, nigdy jej nie zatwierdzi. Jednak będąc politykiem uświadomił on sobie, że jeśli nie uspokoi zwolenników aneksji, Kongres Teksasu ujawni ludziom jego wątpliwości przy okazji wyborów. Wiedział on, że w takim głosowaniu przegrałby z kretesem. By uratować polityczną reputację, Houston wysłał Jamesa Pinckneya Hendersona do Waszyngtonu, który miał pomóc Isaakowi Van Zandtowi w negocjacjach traktatowych dotyczących aneksji Teksasu.

### Założenie Houstonu

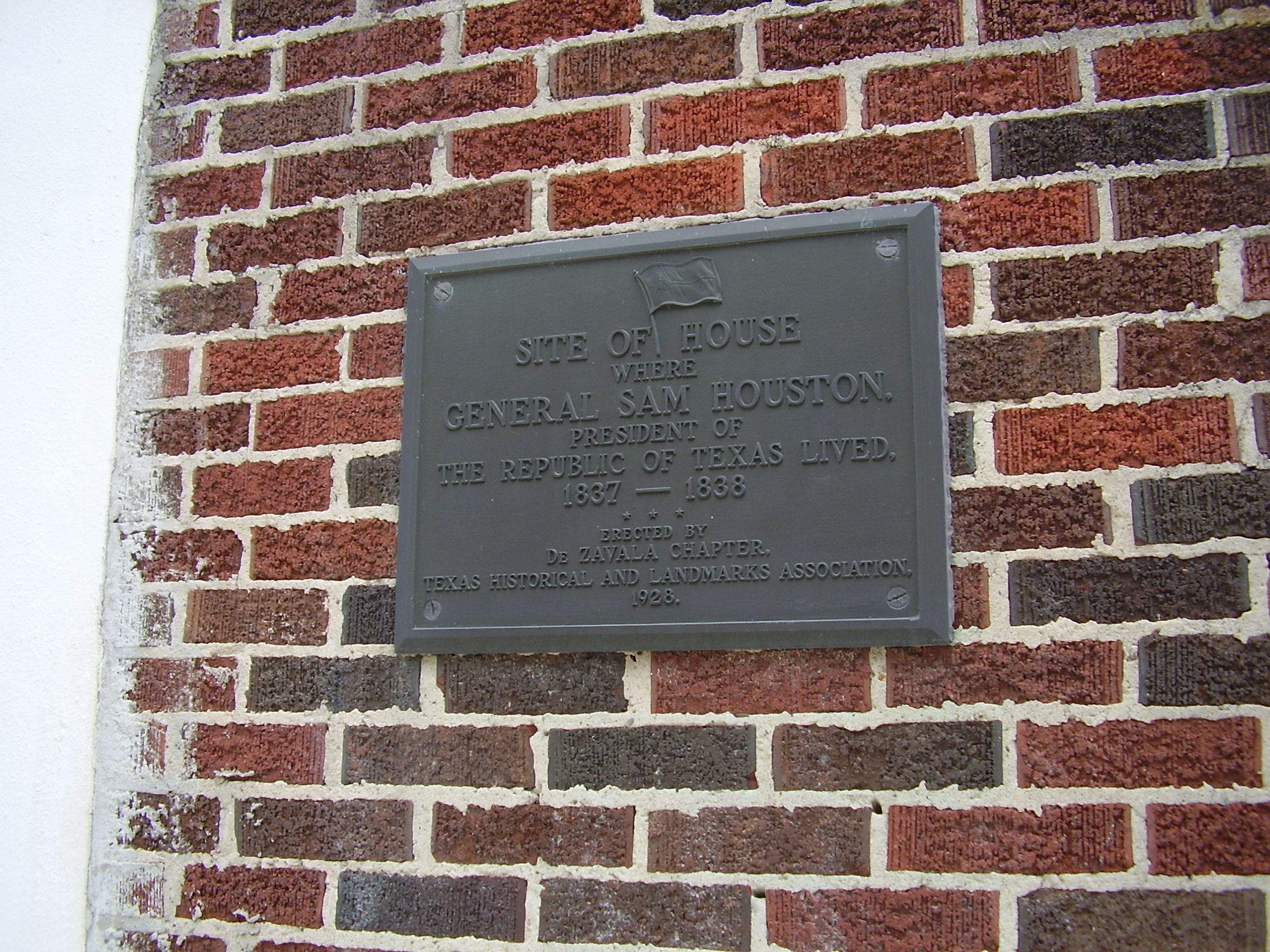
Tablica pamiątkowa umieszczona na ścianie budynku Harris County Annex 2 w centrum Houston, informująca o miejscu, w którym Houston mieszkał w latach 1837–38.

Miasto Houston zostało założone w sierpniu 1836 roku przez nowojorskich braci Johna Kirby’ego i Augustusa Chapmana Allenów. Miejscowość nazwana została imieniem Houstona i, w latach 1837–1839, pełniła funkcję stolicy Republiki Teksasu.
W 1837 roku podczas pierwszej kadencji Houstona jako prezydenta Republiki Teksasu, wstąpił on do wolnomularskiej loży Holland Lodge No. 36, która (jako pierwsza w Teksasie) założona została w Brazorii, a w 1837 roku przeniesiono ją do obecnego Houston. 20 grudnia 1837 roku Houston przewodniczył zjazdowi masonerii, która utworzyła Grand Lodge Republiki Teksasu (obecnie Grand Lodge of Texas).
W 1839 roku stolica Republiki została przeniesiona z Houston do miejscowości Waterloo, której nazwę zmieniono później na Austin. Siedziba rządu wróciła do Houston na początek drugiej kadencji Houstona, a stamtąd do Washington-on-the-Brazos, gdzie pozostawała do momentu, kiedy w 1846 roku Austin zostało stolicą stanu Teksas. Houston miał odmienne od prezydenta Mirabeau Lamara zdanie w kilku kwestiach, m.in.: Lamar uważał, że Teksas powinien pozostać niepodległą republiką i ostatecznie rozszerzyć swoje granice do Pacyfiku, a w sprawie Indian, Houston propagował politykę pojednawczą wobec nich, natomiast Lamar bezwzględną i z użyciem siły.

## Senator z Teksasu

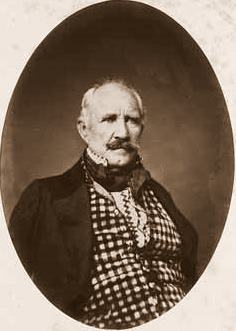
Senator Houston (1859)

Po aneksji Teksasu przez Stany Zjednoczone, w 1846 roku Houston i Thomas Jefferson Rusk wybrani zostali przez legislaturę stanu Teksas do Senatu Stanów Zjednoczonych. Houston był senatorem w okresie od 21 lutego 1846 do 4 marca 1859 roku. W trakcie wojny amerykańsko-meksykańskiej, gdy Stany Zjednoczone pokonały Meksyk i nabyły, jako część zawartego traktatu, rozległe terytorium na południowym zachodzie państwa, był on senatorem.
Przez cały okres kadencji w senacie, Houston otwarcie przeciwstawiał się rosnącemu partykularyzmowi państwa. Obwiniał on ekstremistów zarówno tych z Północy, jak i z Południa, mówiąc:

Cokolwiek jest obliczane w celu osłabienia lub zaszkodzenia sile Unii, czy to zapoczątkowane na Północy czy na Południu, czy też powstałe z prowokacyjnej przemocy abolicjonistów lub z niweczącej koalicji, nigdy nie spotka się to z bezwarunkową aprobatą z mojej strony.

Houston poparł ustawę z 1848 roku dotyczącą utworzenia rządu terytorialnego w Oregonie, której się sprzeciwiało wielu mieszkańców Południa. W jego płomiennym przemówieniu popierającym Kompromis 1850 roku, przypominającym słowa św. Mateusza (12, 25), Houston powiedział: „Naród podzielony, będący przeciwko sobie, nie ostoi się”. Osiem lat później Abraham Lincoln, w swoim przemówieniu „House Divided”, wyraził to samo odczucie.
W 1854 roku Houston sprzeciwił się ustawie o Kansas i Nebrasce i poprawnie przewidział, że spowoduje ona w narodzie partykularny rozłam, który ostatecznie doprowadzi do wybuchu wojny secesyjnej. Powiedział on wówczas: „(…) jakie pola krwi, jakie sceny horroru, jakie potężne miasta w ruinie i dymie – to brat morduje brata (…) Widzę moje ukochane Południe upadające w nierównej walce, w morzu krwi i w dymiącej ruinie”. Był on jednym z tylko dwóch senatorów z Południa (drugim był John Bell z Tennessee), którzy zagłosowali przeciwko ustawie.

## Gubernator Teksasu

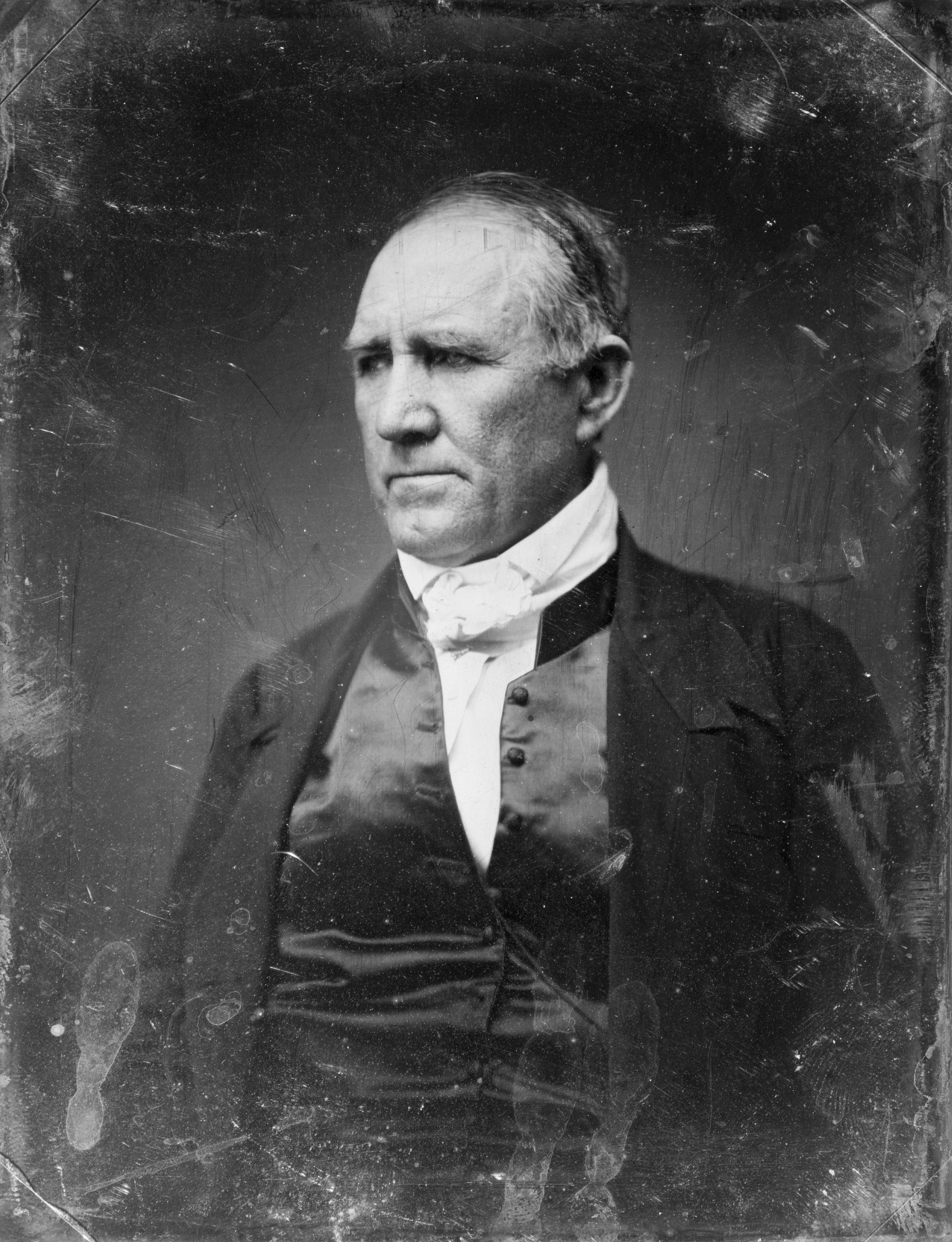
Sam Houston

Houston kandydował dwukrotnie, jako zwolennik Unii, na urząd gubernatora Teksasu, bez powodzenia w 1857 roku, oraz skutecznie w 1859 roku (w obu przypadkach przeciwko Hardinowi R. Runnelsowi). Został on zaprzysiężony jako gubernator 21 grudnia 1859 roku. Został on jedyną osobą mianowaną, po wyborach powszechnych, na urząd gubernatora dwóch różnych stanów (Teksas i Tennessee).
W 1860 roku, w trakcie urzędowania jako gubernator, Houston ubiegał się o prezydenturę. Był on kandydatem na prezydenta podczas 1860 Constitutional Union Convention, ale w balotażu Houston zajął drugie miejsce, przegrywając z Johnem Bellem (drugie głosowanie: 69–138 odpowiednio). Później nominowany był on na najwyższy urząd w Stanach Zjednoczonych przez People’s Party (luźne stowarzyszenie zwolenników Houstona). 20 kwietnia 1860 roku partia przeprowadziła, na terenie pola bitwy San Jacinto, tzw. kongres narodowy, podczas której nominowano Houstona na prezydenta. Partia nie nominowała wówczas kandydata na wiceprezydenta, ponieważ spodziewali się oni późniejszych spotkań. Późniejsze zgromadzenia odbywały się w miastach na północy, takich jak Nowy Jork (30 maja), ale wtedy również nie udało im się nominować kandydata na wiceprezydenta. Houston wycofał się z ubiegania się o fotel prezydenta 16 sierpnia.
Mimo że Houston był właścicielem niewolników i sprzeciwiał się abolicji, był on przeciwny secesji Teksasu od Unii. Podczas konwencji wyborczej zwołanej przez Karolinę Południową, delegaci zagłosowali za wystąpieniem m.in. Teksasu ze Stanów Zjednoczonych; przed 1 lutego 1861 roku Karolina Południowa, Missisipi, Floryda, Alabama, Georgia, Luizjana oraz Teksas dokonały secesji, a 2 marca 1861 roku stan ten dołączył do Skonfederowanych Stanów Ameryki. Houston odmówił uznania zgodności z prawem zwołanego kongresu, ale teksańska legislatura utrzymała w mocy legalność secesji. Siły polityczne, które doprowadziły do secesji Teksasu, były także na tyle znaczące by zastąpić gubernatora-unionistę. Houston zdecydował się nie sprzeciwiać, stwierdzając: „Za bardzo kocham Teksas by wywołać społeczny konflikt i rozlać nań krew. By zapobiec tej katastrofie, nie będę próbował utrzymywać mojej władzy jako gubernator (Chief Executive) tego stanu, z wyjątkiem pokojowego wykonywania moich funkcji (…)”. 16 marca 1861 roku został on usunięty ze stanowiska za odmówienie złożenia przysięgi lojalności Konfederacji; w niedostarczonym liście z przemówieniem napisał on:

Współobywatele, w imię waszych praw i wolności, które uważam, że zostały podeptane, odmawiam złożenia przysięgi. W imię narodowości Teksasu, która została zdradzona przez Kongres, odmawiam złożenia przysięgi. W imię Konstytucji Teksasu, odmawiam złożenia przysięgi. W imię mojego własnego sumienia i męstwa, które ten Kongres zdegradowałby przez wywleczenie mnie przed nią, by ulec złośliwościom moich wrogów, odmawiam złożenia przysięgi. Odmawiam władzy temu Kongresowi by mówił w imieniu Teksasu (…) Protestuję (…) przeciwko wszystkim aktom i działaniom tego Kongresu, i uznaję je za nieważne.

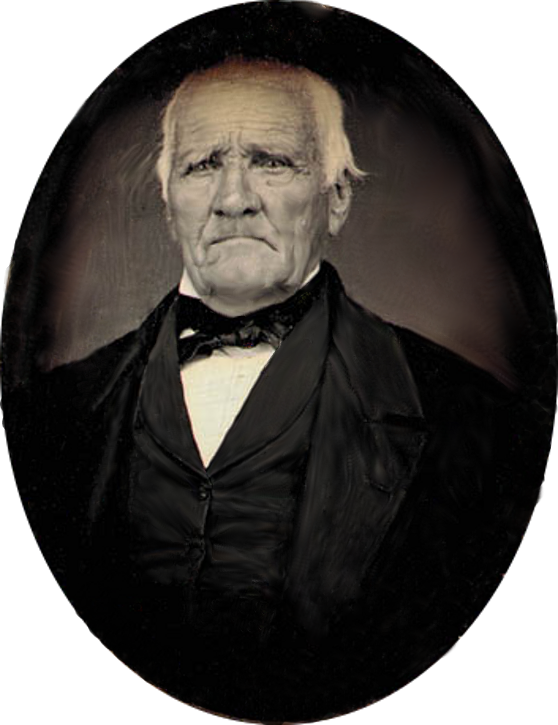
Ostatnia znana fotografia Houstona (1863)

Kongres dotyczący secesji Teksasu zadecydował o zastąpieniu Houstona wicegubernatorem Edward Clark. By uniknąć większego rozlewu krwi w Teksasie, Houston odrzucił propozycję złożoną przez prezydenta Lincolna (pośrednikiem był pułkownik Frederick W. Lander), zapewniającą 50 000 żołnierzy, którzy mieli zapobiec secesji Teksasu. Houston powiedział wówczas: „Pozwól mi z pełnym szacunkiem odmówić każdej podobnej pomocy ze strony rządu Stanów Zjednoczonych.”.
Po opuszczeniu gubernatorskiej rezydencji, Houston przeniósł się z rodziną do Galveston, gdzie wycofał się z polityki. Od tamtego czasu wielu ludzi domagało się wyjaśnienia, dlaczego zdecydował się on odmówić wsparcia dla Konfederacji. 19 kwietnia 1861 roku z hotelowego okna Houston powiedział do zgromadzonych ludzi:

Pozwólcie mi powiedzieć co nadejdzie (…) Po poświęceniu niezliczonych milionów skarbów i setek tysięcy istnień, (…) możecie wygrać niepodległość Południa, jeśli Bóg nie będzie przeciwko wam, ale wątpię w to. Mówię wam, że póki wierzę razem z wami w doktrynę praw stanowych, Północ jest zdeterminowana by zachować tę Unię. Oni nie są wybuchowymi, porywczymi ludźmi jakimi wy jesteście, ponieważ oni żyją w chłodniejszym klimacie. Ale kiedy oni zaczną przesuwać się w określonym kierunku, przemieszczają się ze stałym rozmachem i wytrwałością potężnej lawiny; i czego się obawiam, oni zmiażdżą Południe.